# Autoritratto con tavolozza
Autoritratto con tavolozza è un dipinto del pittore spagnolo Pablo Picasso, eseguito nel 1906 e ubicato presso il Philadelphia Museum of Art di Filadelfia. 
Presenta analogie con il Ritratto di Gertrude Stein.

## Storia

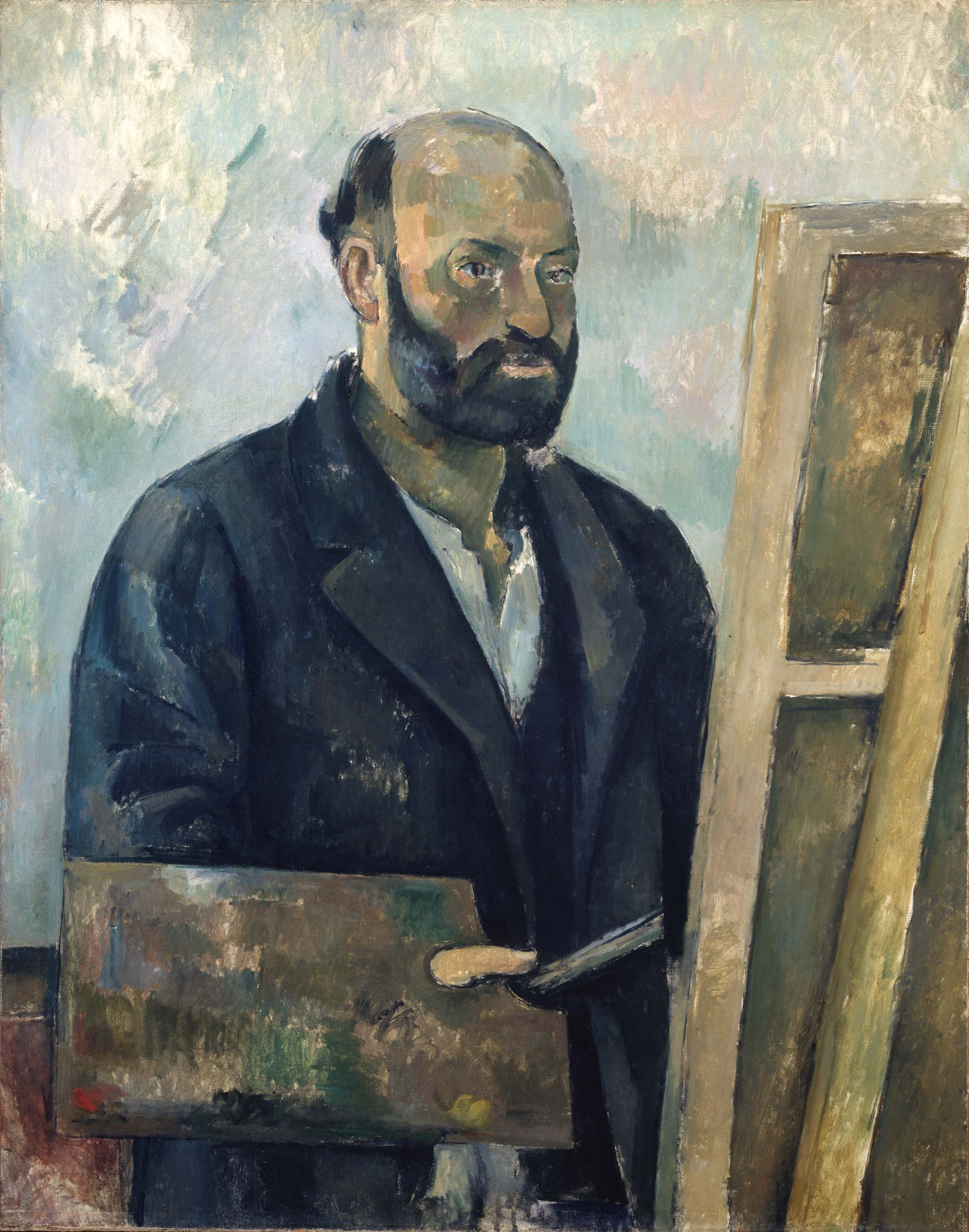
Paul Cézanne, Autoritratto con una tavolozza, 1890, olio su tela, 93×72, Collezione Bührle

Questo autoritratto, parte del periodo rosa, venne dipinto nell'autunno 1906, dopo il decesso di Paul Cézanne avvenuto il 23 ottobre, ovvero due giorni prima del 25º compleanno di Picasso. L'artista spagnolo decise così di omaggiare il pittore francese con questo dipinto, in riferimento all'Autoritratto con una tavolozza (1890) di Cézanne, come a farsi continuatore della sua attività e quindi erede dell'influenza da lui lasciata per l'imminente nascita del cubismo.

## Descrizione
In questo dipinto si possono già vedere pennellate più decise, soprattutto nel volto, di cui Picasso volle molto enfatizzare i tratti iberici, rimandando quindi all'influenza che ebbe su di lui la scultura del popolo omonimo e il primitivismo in generale, culminata ne Les demoiselles d'Avignon un anno più tardi. In particolare vediamo caratteristiche iberico-arcaiche negli occhi di forma ovoidale e con grandi pupille, nelle orecchie allungate e nelle sopracciglia fini.
I colori su cui il dipinto si basa sono molto limitati (grigio, blu, bianco, rosa), e contribuiscono a creare un senso di severità riempiendo forme semplici e solide. Picasso preannuncia così la nascita del cubismo, eliminando la profondità dello spazio in uno sfondo totalmente grigio-azzurro.
Nella mano sinistra mantiene la tavolozza, il pennello è però assente. Ciò può rimandare al timore del pensiero creativo che Picasso poteva avere in quel periodo oppure si trattava di un gesto di riverenza verso il pittore Cézanne, da poco deceduto.